# William Beery
William Beery (* 8. April 1852 bei Bremen, Hocking County, Ohio; † 29. Januar 1956 in Elgin, Kane County, Illinois) war ein US-amerikanischer Komponist.

## Leben

### Familie und Ausbildung
Der musikalisch hochbegabte William Beery, Sohn des Farmers Daniel Beery (* 29. Januar 1812 in Fairfield, Butler County, Ohio; † 7. November 1891 in Marion, Ohio) sowie dessen Ehegattin Fanny geborene Good (* 21. Dezember 1816 in Fairfield, Butler County, Ohio; † 28. Januar 1892 in Marion, Ohio), besuchte seit seinem 12. Lebensjahr die Gesangsschule an der Replogle Church of the Brethren in Woodbury im Bundesstaat Pennsylvania, im Alter von 15 Jahren wurde ihm die Leitung dieser übertragen, daneben führte er die Gesangsschule an der Old Diehl's Cross Roads Church of the Brethren in Martinsburg im Bundesstaat Pennsylvania. 1878 schrieb er sich im Brethrens Normal College, 1893 in Juniata College umbenannt, in Huntingdon im Bundesstaat Pennsylvania ein, dort erwarb er 1882 den Bachelor of Education (Englisch). Des Weiteren studierte er an den Summer Music Schools bei N. Coe Stewart in Cleveland im Bundesstaat Ohio und bei S. W. Straub in Chicago. Seine musikalische Ausbildung komplettierte er bei einem der ersten führenden Musikern, Pädagogen sowie Komponisten der Brethren Church, nämlich John Cook Ewing (1849–1937).
William Beery heiratete am 20. Juni 1888 in Morris im Bundesstaat Illinois die Hymnendichterin Adaline geborene Hohf (* 20. Dezember 1859 in Hanover, York County, Pennsylvania; † 24. Februar 1929 in Elgin, Kane County, Illinois). Aus der Verbindung entstammte der Tenor, Dirigent sowie Musiklehrer Leon Felix Beery (* 15. Februar 1891 in Huntingdon, Pennsylvania; † 20. März 1974 in Virginia, St. Louis County, Minnesota).

### Beruflicher Werdegang
William Beery betrieb nach seinen Gesangslehrertätigkeiten seit 1875 eine Farm im Illinois, 1877 übernahm er die Stelle eines Country School Teachers in Bremen in Ohio. Ein Jahr später wechselte Beery als Gesangsprofessor an das Juniata College nach Huntingdon, eine Position, die er unterbrochen durch Einsätze als Lehrer und Direktor an Gesangsschulen in Ohio in den Jahren 1885 bis 1889, bis 1910 innehielt. Beery, der dort zudem von 1878 bis 1908 als Kurator fungierte, war daneben von 1889 bis 1891 als Musiklehrer an öffentlichen Schulen in Huntingdon eingesetzt.
William Beery verzog 1910 mit seiner Familie nach Elgin, dort führte er zunächst eine Buchhandlung, bevor er 1914 eine Lektorenstelle im Verlag Brethren Publishing House antrat. Im Anschluss bekleidete er von 1932 bis 1942 Assistentenstellen an den vom Hymnologen sowie Komponisten Dr. Alvin Frantz Brightbill (1903–1976) geführten Musikinstituten, zusätzlich wirkte er drei Jahre als Musiklehrer an der School of Maturates in Elgin. William Beery, der in seinen 80ern die USA mit dem Auto bereiste, von 1935 bis 1953 am christlichen Camp Alexander Mack in Milford im Bundesstaat Indiana teilnahm, trat anlässlich seines 103. Geburtstages in einer von der Chicagoer TV-Station WLS ausgestrahlten Sendung auf. Überdies wirkte er jahrelang als Diakon der Brethren Church und als Song Leader, entspricht einem Programmleiter, für die General Music Company.
Das kompositorische Werk des bedeutenden Musikprofessors sowie Hymnologen William Beery umfasst mehr als 100 religiöse Hymnen, teilweise getextet von seiner Frau Adaline Hohf Beery.

## Werke
Kompositionen
- Hymn tune Cherwell, Huntingdon, 1879
- Take my hand and lead me, Father. Hymn. Voice and piano, Text: Gertrude A. Flory, 1889
- Lo, a gleam from yonder heaven. Hymn, Text: Seine Frau Adaline Hohf Beery, 1896
- Hymn tune Berne, 1929
- Hymn tune John Naas, 1944
- Invocation hymn, Text: Ruth B. Statler
- Love of God, eternal love, Text: Mary Stoner Vine

Schriften
- Gospel chimes: a collection of new and standard songs and hymns for Sunday schools and religious meetings, Brethren's Pub. Co., Huntington, Pa., 1889
- Singing in the Sunday school, Board of Christian Education, Church of the Brethren, Elgin, Illinois, 1919
- Brethren hymns, hymnals, authors and composers: a study in our literary and musical heritage, Board of Christian Education, Church of the Brethren, Elgin, Illinois, 192-
- Stories about hymns, Brethren Pub. House, Elgin, Illinois, 1921
- zusammen mit Margueritte Bixler Garrett: History and message of hymns, Elgin Press, Elgin, Illinois, 1924
- John Cook Ewing; Pioneer Musician, Teacher and Composer: His Life and Work, 1849-1937, 1942
- zusammen mit Judith Beery Garber: Beery family history, Printed by the Brethren Pub. House, Elgin, Illinois, 1957